# Liste von Burgen, Festungen und Palastbauten in Istanbul
Diese Liste führt Burgen, Festungen und Paläste in der türkischen Provinz Istanbul auf.
Gebäude in anderen Provinzen der Türkei werden in der Liste von Burgen und Festungen in der Türkei aufgeführt.
Die Liste enthält Stadtbefestigungen, befestigte Einzelgebäude und Gebäudekomplexe. Aufgeführt sind ebenfalls – befestigte oder unbefestigte – Herrschersitze sowie Residenzen von Regierungsmitgliedern, Fürsten und anderen hochgestellten Persönlichkeiten.

## Erklärung zur Liste
- Bild: Zeigt, wenn möglich, ein Bild des Gebäudes an.
- Name: Name des Gebäudes, ggf. Alternativnamen
- Lage: Zeigt an, in welchem Viertel/Stadtteil das Gebäude steht.
- Koordinaten: Gibt die geographische Koordinate an.
- Jahr: Zeigt das Baujahr an.
- Erbauer: Zeigt den Bauherren an.
- Bemerkungen: Enthält Bemerkungen zum Gebäude.

Hinweis: Die Liste ist sortierbar: durch Anklicken eines Spaltenkopfes wird die Liste nach dieser Spalte sortiert, zweimaliges Anklicken kehrt die Sortierung um. Durch das Anklicken zweier Spalten hintereinander lässt sich jede gewünschte Kombination erzielen.
| Bild                                  | Name                                                           | Lage                  | Koordinaten                     | Jahr                         | Erbauer                                        | Bemerkungen |
| ------------------------------------- | -------------------------------------------------------------- | --------------------- | ------------------------------- | ---------------------------- | ---------------------------------------------- | --- |
|                                       | Ahmet Afif Pascha Yalısı, Misbah Muhayyeş, Kemal Uzan Yalısı   | Sarıyer               | 41° 6′ 52,1″ N, 29° 3′ 45,7″ O  | Anfang 20. Jahrhundert       |                                                | |
|                                       | Amcazade Hüseyin Pascha Yalısı Köprülü Fazıl Ahmet Paşa Yalısı | Beykoz                | 41° 5′ 18,7″ N, 29° 3′ 57,3″ O  | 1699                         | Amcazade Hüseyin Pascha                        | Residenz eines Großwesirs |
| Anadolu Hisarı                        | Anadolu Hisarı                                                 | Beykoz                | 41° 4′ 55″ N, 29° 4′ 1″ O       | 1395                         | Sultan Bayezid I.                              | Auf der anatolischen Seite des Bosporus, kontrollierte mit dem gegenüberliegenden Rumeli Hisarı den Schiffsverkehr                |
| Antiochos-Palast                      | Antiochos-Palast Antiochos Sarayı                              | Eminönü/Fatih         | 41° 0′ 26,7″ N, 28° 58′ 30,3″ O | 416–418                      | Antiochos, Oberhofkämmerer                     | |
| Burg von Aydos                        | Burg von Aydos                                                 | Pendik                | 40° 55′ 54″ N, 29° 15′ 17″ O    | spätes 13. Jhd.              | Byzantiner                                     | 1328 von Osmanen erobert |
|                                       | Aynalıkavak-Palast Aynalıkavak Kasrı                           | Beyoğlu               | 41° 2′ 16,6″ N, 28° 57′ 19,2″ O | Anfang 17. Jhd.              | Sultan Ahmet I.                                | Sultanspalast, heute Museum für türkische Musikinstrumente                                                                        |
| Beyazıtturm                           | Beyazıt-Turm Beyazıt Kulesi                                    | Eminönü/Fatih         | 41° 0′ 46″ N, 28° 57′ 53″ O     | 1828                         | Senekerim Balyan                               | der Beyazıtturm wurde zwischen 1749 und 1826 dreimal abgebrannt oder zerstört                                                     |
| Beylerbeyi-Palast                     | Beylerbeyi-Palast Beylerbeyi Sarayı                            | Üsküdar               | 41° 2′ 34″ N, 29° 2′ 24″ O      | 1861–1865                    | Sultan Abdülaziz                               | Sommerresidenz des Sultans Hier fand 1934 die erste Weltfrauenkonferenz statt, veranstaltet von Mustafa Kemal Atatürk             |
| Mauern des Blachernen-Palast-Viertels | Blachernen-Palast Blaherna Sarayı                              | Fatih                 | 41° 2′ 18,4″ N, 28° 56′ 27,8″ O | 12. Jhd.                     | Manuel I. Komnenos, byzantinischer Kaiser      | 2 km2 umfassendes Viertel von der Theodosianischen Landmauer bis zu den Mauern von Herakleios. Residenz der byzantinischen Kaiser |
|                                       | Bodrum-Palast Bodrum Sarayı                                    | Fatih                 | 41° 0′ 31,3″ N, 28° 57′ 19,4″ O | 4. Jhd.                      |                                                | |
| Bukoleon-Palast                       | Bukoleon-Palast Bukoleon Sarayı                                | Fatih                 | 41° 0′ 9″ N, 28° 58′ 32″ O      | Vermutlich 5. Jhd.           | Vermutlich Theodosius II., oströmischer Kaiser | Byzantinischer Kaiserpalast, im 13. Jhd. aufgegeben später durch Bauarbeiten immer mehr zerstört.                                 |
| Çırağan-Palast                        | Çırağan-Palast Çırağan Sarayı                                  | Beşiktaş              | 41° 2′ 40″ N, 29° 1′ 0″ O       | 16. Jhd.                     | Admiral Kilic Ali Pascha                       | Ehemals Sultanspalast, heute 5-Sterne-Hotel                                                                                       |
|                                       | Çürüksulu Ahmet Pascha Yalısı                                  | Üsküdar               | 41° 1′ 7,4″ N, 29° 0′ 33,6″ O   | frühes 19. Jhd.              | Tirnakcizade Familie                           | |
| Dolmabahçe-Palast                     | Dolmabahçe-Palast Dolmabahçe Sarayı                            | Beşiktaş              | 41° 2′ 22″ N, 29° 0′ 6″ O       | 13. Juni 1843 – 7. Juni 1856 | Sultan Abdülmecid I.                           | Ab Mitte des 19. Jhd. Residenz des Sultans                                                                                        |
|                                       | Fethi Pascha Yalısı                                            | Üsküdar               | 41° 2′ 6,8″ N, 29° 1′ 37,2″ O   | Ende 18. Jahrhundert         |                                                | |
| Galataturm                            | Galataturm Galata Kulesi                                       | Galata/Beyoğlu        | 41° 1′ 32″ N, 28° 58′ 27″ O     | 1348                         | Genueser                                       | |
| Genueser-Palast                       | Genueser-Palast Cenova Sarayı                                  | Karaköy/Beyoğlu       | 41° 1′ 28″ N, 28° 58′ 22″ O     | 1316                         | Montano de Marinis                             | italienischer Name Palazzo del Comune                                                                                             |
| Großer Palast                         | Großer Palast Büyük Saray, Kaiser-Paläste                      | Eminönü/Fatih         | 41° 0′ 16,1″ N, 28° 58′ 37,8″ O | 4. Jhd.                      |                                                | |
| Hatice-Sultan-Palast                  | Hatice-Sultan-Palast Hatice Sultan Yalısı                      | Ortaköy/Beşiktaş      | 41° 2′ 56″ N, 29° 1′ 46,5″ O    | 18. Jhd.                     | Prinzessin Hatice Sultan                       | Heute Wassersportklub |
|                                       | Huber Yalısı                                                   | Sarıyer               | 41° 8′ 3,1″ N, 29° 3′ 43,5″ O   |                              |                                                | |
| Ibrahim-Pascha-Palast                 | Ibrahim-Pascha-Palast İbrahim Paşa Sarayı, Atmeydanı Sarayı    | Eminönü/Fatih         | 41° 0′ 22,7″ N, 28° 58′ 28,4″ O | 15.–16. Jhd.                 | Sultan Bayezid II.                             | Residenz von Großwesiren heute Museum für türkische und islamische Kunst                                                          |
| Ihlamur-Palast                        | Ihlamur-Palast Ihlamur Kasrı                                   | Şişli                 | 41° 3′ 3″ N, 29° 0′ 6″ O        | 19. Jhd.                     |                                                | |
| Khedivenpalast                        | Khedivenpalast Hıdiv Kasrı                                     | Beykoz                | 41° 6′ 18,4″ N, 29° 4′ 25,8″ O  | 1907                         | Abbas Hilmi Pascha                             | letzter Khedive von Ägypten |
| Kıbrıslı Yalı                         | Kıbrıslı Yalısı                                                | Üsküdar               | 41° 4′ 34,4″ N, 29° 3′ 46,5″ O  | ca. 1760                     |                                                | |
| Küçüksu-Palast                        | Küçüksu-Palast Küçüksu Kasrı                                   | Beykoz                | 41° 4′ 42,2″ N, 29° 3′ 53,4″ O  | 1856/57                      | Sultan Abdülmecid I.                           | |
| Lausos-Palast                         | Lausos-Palast Lausos Sarayı                                    | Eminönü/Fatih         | 41° 0′ 27,3″ N, 28° 58′ 31,8″ O | 4.–5. Jhd.                   | Lausos, kaiserlicher Kämmerer unter Arkadios   | |
| Leanderturm                           | Leanderturm Kız Kulesi                                         | vor Üsküdar           | 41° 1′ 16″ N, 29° 0′ 15″ O      | 408 v. Chr.                  | Alkibiades                                     | Ausbau zur Festung im Jahr 1110 unter Alexios I. Komnenos                                                                         |
|                                       | Nuri Pascha Yalısı Rahmi Koç Yalısı                            | Beykoz                | 41° 5′ 57″ N, 29° 3′ 55″ O      | 1895                         | Nuri Pascha                                    | |
| Porphyrogennetos-Palast               | Porphyrogennetos-Palast Tekfur-Palast, Tekfur Sarayı           | Fatih                 | 41° 2′ 2″ N, 28° 56′ 25″ O      | 13. Jhd.                     |                                                | Byzantinischer Palast Teil des Blachernen-Palast-Viertels                                                                         |
| Rumeli Hisarı                         | Rumeli Hisarı                                                  | Sarıyer               | 41° 5′ 5″ N, 29° 3′ 22″ O       | 1452                         | Sultan Mehmed II.                              | Europäische Seite des Bosporus. kontrollierte mit dem gegenüberliegenden Anadolu Hisarı den Schiffsverkehr.                       |
|                                       | Sadullah Pascha Yalısı                                         | Üsküdar               | 41° 2′ 56,5″ N, 29° 3′ 8,3″ O   | 2. Hälfte 18. Jh.            |                                                | |
|                                       | Sait Halim Pascha Yalısı                                       | Sarıyer               | 41° 7′ 13,5″ N, 29° 4′ 12″ O    | 2. Hälfte 19. Jh.            | Said Halim Pascha                              | |
|                                       | Şerifler Yalısı                                                | Sarıyer               | 41° 6′ 15,1″ N, 29° 3′ 22,8″ O  | 1782                         |                                                | |
| Theodosianische Landmauer             | Theodosianische Landmauer İstanbul Surları, Topkapı Surları    | Fatih                 | 41° 0′ 8″ N, 28° 55′ 15″ O      | Anfang des 5. Jhd.           | Theodosius II.                                 | Zwischen Goldenem Horn und Marmarameer                                                                                            |
| Topkapı-Palast                        | Topkapı-Palast Topkapı Sarayı                                  | Eminönü/Fatih         | 41° 0′ 46″ N, 28° 59′ 0″ O      | 15. Jhd.                     | Sultan Mehmet II.                              | Wohn- und Regierungssitz der Sultane, heute Museum                                                                                |
| Yedikule                              | Yedikule                                                       | Fatih                 | 40° 59′ 35″ N, 28° 55′ 24″ O    | 5. Jhd.                      | Kaiser Theodosius II.                          | Teil der Theodosianischen Landmauer                                                                                               |
| Yıldız-Palast                         | Yıldız-Palast Yıldız Sarayı                                    | Beşiktaş              | 41° 3′ 10,6″ N, 29° 0′ 49,9″ O  | 1880–1898                    |                                                | |
| Yoros                                 | Yoros                                                          | Anadolu Kavağı/Beykoz | 41° 10′ 43″ N, 29° 5′ 40″ O     | 13. Jahrhundert              | Michael VIII., byzantinischer Kaiser           | Vorher Standort eines Zeustempels Ab 1453 osmanisch                                                                               |